# Fritz Klein (Historiker)
Fritz Klein junior (* 11. Juli 1924 in Berlin; † 26. Mai 2011 ebenda) war ein deutscher marxistischer Historiker.

## Leben
Sein Vater, der Journalist Fritz Klein senior, war von 1924 bis 1933 Chefredakteur der Deutschen Allgemeinen Zeitung. Fritz Klein junior und Peter, der ältere seiner drei Brüder kamen nach dem Tod des Vaters und Erkrankung ihrer Mutter 1937 bei Heinrich Deiters in die Pflege. Um dem Arbeitsdienst zu entgehen, nahm er als Soldat am Zweiten Weltkrieg teil. 1947 heiratete er Dorle Deiters, mit der er den Sohn Wolfgang hatte. Er studierte von 1946 bis 1952 Geschichte an der Humboldt-Universität Berlin und promovierte 1952 mit der Arbeit Die diplomatischen Beziehungen Deutschlands zur Sowjetunion 1917–1932. 1953 bis 1956 war er Redaktionssekretär der Zeitschrift für Geschichtswissenschaft (ZfG) und 1956 bis 1957 deren Chefredakteur. Nach seiner Ablösung aus politischen Gründen wurde er wissenschaftlicher Mitarbeiter am Institut für Geschichte der Akademie der Wissenschaften der DDR, 1970 Professor und 1973 Leiter des dortigen Bereichs „Allgemeine Geschichte“. 1968 habilitierte er an der Universität Leipzig bei Walter Markov. 1986 wechselte er an das neu gegründete Institut für Allgemeine Geschichte der AdW und war 1990 bis 1991 Direktor dieses Instituts. Dort gelang es ihm, oppositionelle Historiker wie Armin Mitter in seinem Institut unterzubringen und sie so vor Reglementierungen in ihren Forschungen zu schützen.
Nach der Wende wurde er als Inoffizieller Mitarbeiter (IM) des Ministeriums für Staatssicherheit (MfS) enttarnt. So war er von 1979 bis 1989 als IM „Wilhelm“ vom MfS erfasst. In seiner 2000 erschienenen Autobiographie geht er sehr selbstkritisch mit diesem Fakt um.
Er lebte zuletzt als freier Autor in Berlin-Johannisthal. 1999 verlieh die Universität Lüneburg Klein die bis dato erste Ehrendoktorwürde einer westdeutschen Universität an einen ostdeutschen Historiker. Klein war einer der Herausgeber der Zeitschrift für Geschichtswissenschaft.

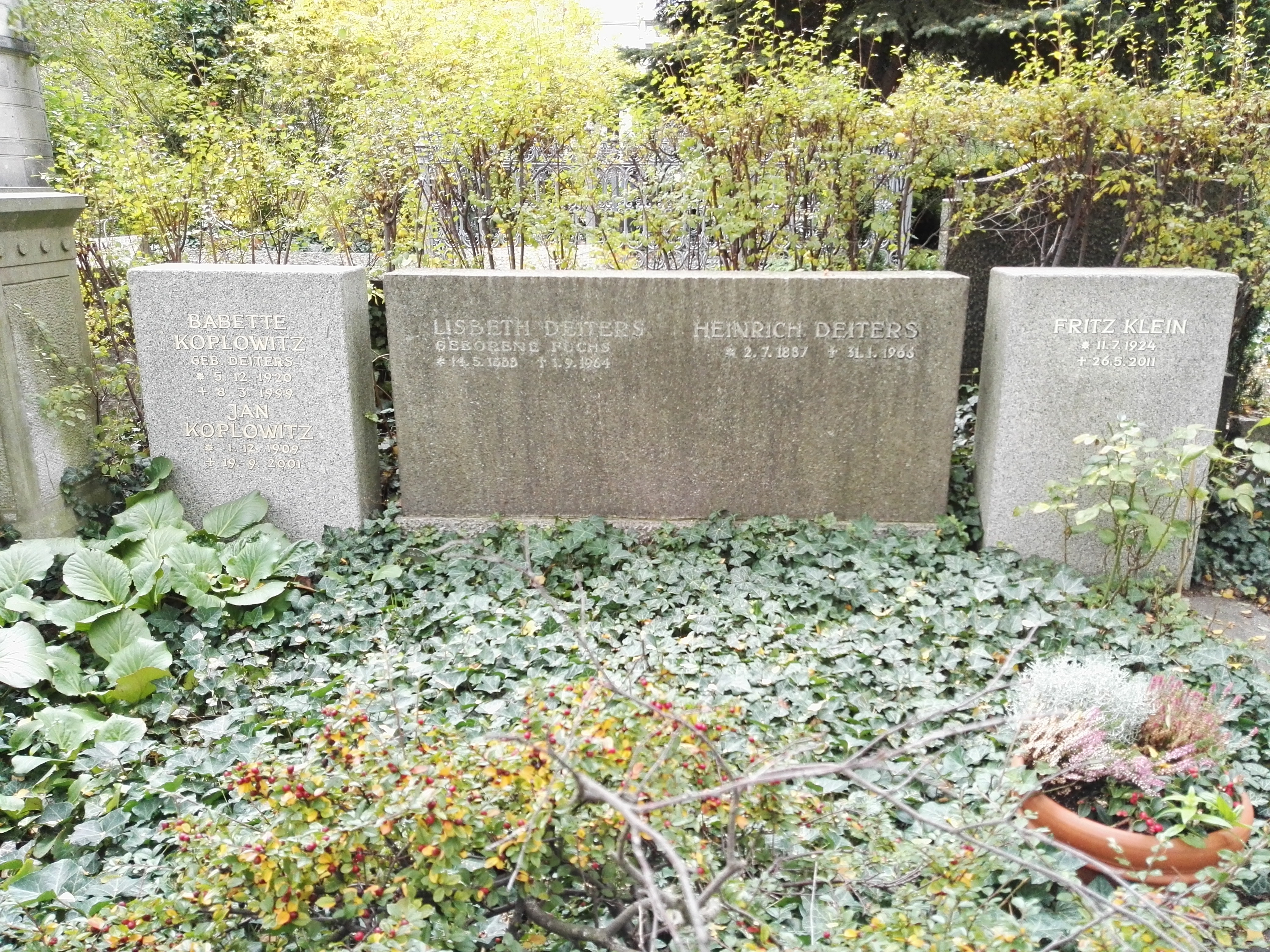
Grabstätte

Er ist auf dem Friedhof der Dorotheenstädtischen und Friedrichswerderschen Gemeinden in Berlin-Mitte bestattet.
Klein ist einer der siebzehn Protagonisten des Buches Zerrissene Leben. Das Jahrhundert unserer Mütter und Väter (2018) von Konrad Jarausch.

## Werk
Kleins Hauptwerk ist die dreibändige Ausgabe von Deutschland im ersten Weltkrieg, das von einem Autorenkollektiv unter seiner Leitung verfasst ist. Im ersten Band beschäftigt sich Klein ausgiebig mit der westdeutschen Literatur und diskutiert auch über die Ergebnisse der Forschungen von Fritz Fischer, deren Ergebnisse in der DDR mit Interesse zur Kenntnis genommen wurden.
Laut Georg Iggers wurden die drei Bände in wichtigen amerikanischen, britischen und französischen Fachzeitschriften positiv rezensiert und als solide Forschungsarbeit anerkannt. In Westdeutschland wurde das Werk dagegen, als ostdeutsche Propaganda angesehen und praktisch ignoriert.

## Schriften
- Die diplomatischen Beziehungen Deutschlands zur Sowjetunion 1917–1932. Rütten & Loening, Berlin 1952.
- Es begann in Sarajewo. Akademie-Verlag, Berlin 1964.
- Der deutsche Imperialismus und die Entstehung des ersten Weltkrieges. Leipzig 1968.[6]
- Deutschland im Ersten Weltkrieg. 3 Bände. Von einem Autorenkollektiv unter Leitung von Fritz Klein. Akademie-Verlag, Berlin 1968–1970. Neuauflage: Leipziger Universitätsverlag, Leipzig 2004, ISBN 3-937209-84-0.
  - Band 1: Vorbereitung, Entfesselung und Verlauf des Krieges bis Ende 1914. Leipziger Universitätsverlag, Leipzig 2004, Neuausgabe auf der Grundlage der 3., durchgesehenen Auflage 1971. Mit einem Vorwort von Fritz Klein zu dieser Ausgabe.
  - Band 2: Januar 1915 bis Oktober 1917. Leipziger Universitätsverlag, Leipzig 2004, Neuausgabe  auf der Grundlage der 2., durchgesehenen Auflage 1970.
  - Band 3: November 1917 bis November 1918. Leipziger Universitätsverlag, Leipzig 2004, Neuausgabe auf der Grundlage der 2., durchgesehenen Auflage 1970.
- Drinnen und Draußen. Ein Historiker in der DDR. S. Fischer, Frankfurt am Main 2000, ISBN 3-10-039609-X.